# Svetica (Monte Madonna)
Svetica / Monte Madonna je bivša vojna baza, brdo i poluotok u Šišanu, izgrađena ispod još nadograđenog brda koje se nalazi sjeverozapadno od Ližnjana. Glavna funkcija ovog objekta bila je zaštita Kvarnerskog zaljeva pa se Svetica naziva i "čuvaricom Kvarnera".
Po nacrtu carske i kraljevske inženjerijske direkcije iz 1915. godine (početak Prvog svjetskog rata), počinje na Svetici izgradnja moćne baterijske grupe Monte della Madonna s topovima od 310 mm. Fortifikacija je građena u sklopu fortifikacijskog sustava Pule. Ova na Svetici, u širem smislu, osiguravala je glavnu ratnu luku Pula, a služila je za osmatranje s ciljem čuvanja i kontroliranja šireg pomorskog pravca u akvatoriju kvarnerskog zaljeva. Nakon 1918. godine, tj. odlaskom Austro-Ugarske s ovih prostora, utvrđenjem se koristi talijanska, NDH vojska, njemačka, angloamerička, jugoslavenska i hrvatska vojska.
Najviša kota Svetice nalazi se na 88 m nadmorske visine, a 30 m ispod površine brda ispresijecanog složenim sustavom kanala nalazi se minijaturna, ali funkcionalna vojna baza sa spavaonicom za 24 vojnika, ambulantom, računalno-komandnim odjeljenjem, reflektorskom stanicom čiji je snop mogao dosegnuti pola Kvarnerskog zaljeva, s četiri topničke bitnice, ventilatorskom stanicom i spiralnim stepenicama koje su vodile 20-ak metara iznad - u osmatračnicu i komandni bunker.
Svetica iako udaljena od centra Pule čini sastavni dio fortifikacijskog sustava koji je branio ovaj grad od mogućeg neprijateljskog napada. Vojnopolitičkom voljom Austrije Pula je pretvorena u jednu od najbolje branjenih ratnih luka u Europi. Nastanak Pule u današnjim gabaritima, sudbinski je vezan uz vojsku, razvoj vojnih doktrina i fluktuaciju tisuća mornara i časnika koji su živjeli i službovali na ovom prostoru.
Nakon austrijske, grad prelazi pod talijansku upravu, kasnije njemačku te kraći period nakon Drugog svjetskog rata angloameričku, iza koje slijedi dugo razdoblje daljnjeg vojnostrateškog utvrđivanja Pule koja postaje, iza Splita, druga po važnosti ratna luka bivše JNA.
Fortifikacijski sustav bivše JNA, iako se dijelom oslanjao na naslijeđene austrougarske vojne objekte (prvenstveno vojarne i skladišta), kroz dugi niz godina stvorio je moderan sustav fortifikacijskih objekata s originalnim vojnostrateškim rješenjima. Većina tih objekata je danas zapuštena i devastirana. Najdrastičniji su primjeri bivši vojni kompleks Monumenti - Katarina, Vela Draga i skladište Zonka, iz kojih su preko noći nestala kamena stubišta, vrata, radijatori, parketi, cjelokupna infrastruktura, a objekti vojnog skladišta Zonka ostali su i bez krovne konstrukcije. Zbog nepravovremene zaštite ili adekvatne prenamjene napuštenih objekata, ta su mjesta danas ruglo grada, ogoljela, tjeskobna mjesta na kojima rastu korov i drača.
Jedan je od rijetkih, zasad, pozitivnih primjera očuvanja fortifikacijske baštine iz vremena bivše JNA na području Pule - "podzemni grad" Svetica.
Uzvisina Svetica nalazi se oko tri kilometra jugoistočno od Šišana, 16 kilometara od Pule, između uvala Kale i Kuje, na najvišoj koti s koje puca pogled na Kvarnerski zaljev. Iz Pule je do uzvisine Svetica najlakše doći preko Medulinske ili Ližnjanske ceste, ali prema Šišanu i Ližnjanu, tj. cestom za šišansku šumu i more.
Kompleks Svetica prva je umjetna, podzemna fortifikacija stalnog tipa u Hrvatskoj dostupna javnosti. Članovi Nacionalne udruge za fortifikacije Pula (NUF) odobrenjem Ministarstva obrane od 2002. godine čuvaju i održavaju ovaj vojni kompleks, koji je po mnogo čemu jedinstveni podzemni objekt specijalne namjene građen 1950-ih i 1960-ih godina u jeku hladnoratovske ere. Naime, ovaj je fortifikacijski sustav podijeljen na dvije zone - zonu 1 i zonu 2. Zona 2 je i danas, kao i dok su u žicom ograđenom prostoru površine 80 hektara obitavali vojnici, vidljiva javnosti, odnosno lokalnom stanovništvu koje je nekoć vjerovalo da se na Svetici nalazi samo dobro čuvano, veliko vojno skladište, dok je zona 1 punih 50-ak godina bila najstrože čuvana vojna tajna.
Okružena visokim primorskim borovima i pokošenim travnjakom, uvučena sa strane, poput socrealističkog turističkog radničkog hotela, smjestila se zgrada za stanovanje na dva kata u kojoj su nekada boravili vojnici.
Zgradu je 1990-ih godina obnovila Hrvatska vojska, postavivši centralno grijanje u sve prostorije te suvremenu digitalnu kotlovnicu, no sve je u periodu kada je Svetica nakratko bila napuštena ukradeno. Prostranom, blago uvučenom livadom okruženom borovom šumom dominira drveni hangar - jedinstven zbog konstrukcije po uzoru na pčelinje saće, koji je 1950-ih godina dovezen iz Zadra i složen na Svetici. Ovo je jedinstven primjerak drvenog hangara napravljenog po uzoru na slične američke objekte i jedini je takav vojni objekt očuvan u Puli. Hangar predstavlja ogroman prostor ovalna krovišta umreženog složenom drvenom konstrukcijom.
Zgrada u kojoj su boravili vojnici, prostrani hangar, igralište za mali nogomet i košarkaško igralište iza hangara, kao i čvrsta barutana iz 1915. godine koja ima protuudarni hodnik, jedini su objekti vidljivi s ceste i iz zraka, odnosno izgrađeni nad zemljom. Nakon prolaska kroz vidljivu zonu 2, poljski put u cik-cak liniji nestaje u gustoj borovoj šumi u kojoj se nalazi ulaz u tajanstveni prostor zone 1, nekad čuvanog takozvanom mrtvom stražom, s čijih su skrivenih položaja vojnici pucali na nenajavljenog gosta bez upozorenja. Kroz zonu 1 do "podzemnog grada" vodi šumski put, ispresijecan s obje strane skrivenim bunkerima, streljačkim rovovima i mitraljeskim gnijezdima te punktovima za telekomunikaciju. Svaki stup, svaki detalj na šumskoj stazi je sačuvan.
U podzemne objekte može se ući kroz šestero vrata i jedan prozor. Svi ulazi zatvoreni su skrivenim blindiranim vratima pancirno-hermetičkog tipa s optikom, a cijeli objekt ostavlja dojam odlične stanja.
Najveći, donji ulaz predstavljaju vrata ukopana u živu stijenu visine tri i širine pet metara. Iza vrata nalazi se dugački tunel osvijetljen vlastitim agregatnim sustavom. U tunelima, ukupne dužine pola kilometra, nema vlage, zidovi su prebojani i zrak nije ustajao zbog i danas funkcionalnog ventilacijskog sustava. Temperatura je stalna i iznosi od 12 do 15 stupnjeva kroz cijelu godinu, što je zapravo prosječna godišnja temperatura podneblja na kojem se podzemni objekt nalazi.
Objekt je izgrađen od specijalnog betona u koji je umiješan kremeni kamen, kojeg ima najčešće u rijekama i koji mu daje posebnu čvrstoću i otpornost na eksplozije.
Na vrhu Svetice nalaze se komandni bunker i osmatračnica do koje vode uske, spiralne stepenice. Pogled s tajne osmatračnice "podzemnog grada" seže do Velebita, Senja, a vide se Cres, Zeča, Lošinj, Susak, a skroz na jug Unije.
Svetica je, neovisno o društveno-političkom kontekstu u kojem je nastajala, vrijedan vojnoarhitektonski objekt koji bi pravilnom valorizacijom mogao postati posjećena turistička destinacija, na čemu rade i članovi NUF-a.
U periodu hladnog rata, 50-ih godina 20. stoljeća, u potpunoj tajnosti počelo je projektiranje i izgradnja podzemne gradnje - Top Secret Bunker's - Tajne stanice na Svetici. Za to vrijeme nitko od lokalnih stanovnika nije smio prolaziti tim područjem i tajnost se sačuvala gotovo do danas. Mnogima još uvijek nije poznata lokacija s obzirom na to da je objekt, nazvan "tajna morsko-maskirna podzemna gradnja - važna centralna stanica", dobro kamufliran i skriven. Građen kao zaštitni atomsko-nuklearni, biološki, kemijski, podzemni fortifikacijski objekt, služio je za radarsko i vizualno osmatranje i javljanje, kao obalna osmatračka i signalna stanica te obalna baterija. Danas je u vlasništvu Republike Hrvatske.
Zbog specifičnosti mogućeg ratovanja i novih taktičko-tehnoloških ratno-vojnih doktrina specifičnih za sredinu 20. stoljeća, podzemna utvrda na Svetici nesumnjivo pripada fortifikacijskom sustavu Pule, ali istovremeno izlazi iz tog sustava te ulazi u moćni, suvremeni i skupi sustav najsigurnijih objekata za eventualni nuklearno-kemijsko-biološki rat. Tajni objekti u sklopu projekta Neptun ili MMVIP (Morsko-maskirni vezovi i potkopi), koji sadrži dosad neistražen broj objekata i lokacija, činili su moćni obalni štit Jadrana povezan žilom Neptun - kabelom koji povezuje sve te antinuklearne fortifikacijske objekte.